# Ca' Zenobio degli Armeni
Ca' Zenobio degli Armeni o palacio Zenobio degli Armeni es un edificio histórico italiano situado en el sestiere de Dorsoduro de Venecia, en el atracadero de Soccorso, entre el tramo del "Campo dei Carmini" y el  "Campo San Sebastián". Se encuentra en el entorno del Palacio Ariani y del Palacio Foscarini.

## Historia
El proyecto se elaboró, a caballo, entre finales del siglo XVII y el siglo XVIII. Su autor fue Antonio Gaspari, alumno del reputado arquitecto Baltasar Longhena. El edificio actual se levantó a partir de un edificio gótico original, sede en 1664 de la familia noble "Zenobio", originarios de Verona.
Mediado el siglo XIX, se extigue la familia y la propiedad pasa a manos de la Orden mequitarista.
En el siglo XX se restauró el conjunto según un proyecto del arquitecto Vincenzo Rinaldo.